# Chasper Pult
Chasper Pult (* 2. Januar 1869 in Sent, Kanton Graubünden; † 31. Oktober 1939 ebenda) war ein Schweizer Sprachwissenschaftler, Romanist, Lexikograf und Dichter.

## Leben und Werk
Chasper Pult verbrachte die ersten zehn Lebensjahre in Massa Carrara, wo sein Vater Jon Pult sich im Handel betätigte. Als die Familie nach Sent zurückkehrte, lernte er den fünf Jahre älteren Peider Lansel kennen.
Pult absolvierte die Kantonsschule Chur. Er studierte nach 1889 zuerst Chemie, dann romanische Philologie an der Universität Zürich und der Universität Lausanne, wo er mit der Dissertation Le parler de Sent 1897 promovierte. Es ist die erste Mundartmonografie Graubündens, mit einem Wörterbuch ausgestattet, aus dem beispielsweise Constantino Nigra, wie seine Note etimologiche e lessicali verraten, seine Kenntnis des heutigen Engadinischen schöpfte.
Pult unterrichtete anschliessend an einer piemontesischen Privatschule und erwarb das Sprachlehrerdiplom in Genua. Von 1901 bis 1934 war er als Professor für italienische Sprache und Literatur an der Universität St. Gallen und in Chur tätig. Pult verfasste auch Gelegenheitsgedichte und Erzählungen.
Pult war Mitglied des 1904 gegründeten Dicziunari Rumantsch Grischun DRG. Als im Herbst 1913 der erste Redaktor Florian Melcher starb, übernahm Pult in Teilzeitbeschäftigung die Leitung des nationalen Wörterbuches. Diese hatte er während 26 Jahren neben seiner Professur in St. Gallen und Chur inne. Sein Nachfolger wurde Andrea Schorta.
Pult war ein entschiedener Gegner eines internationalen, verwässerten, charakterlosen, italianisierten oder verdeutschten Romanisch. Sein Hauptwerk ist in erster Linie ein wissenschaftliches Werk zugunsten der rätoromanischen Sprache und ihrer Kultur und eine lexikologische Arbeit. Pult war der Leiter des Centro Culturale Svizzero in Mailand und präsidierte einige Zeit die Lia Rumantscha.
Pult war ab 1908 mit Lola, geborene Küng verheiratet. Ihr Sohn war Jon Pult. Chasper Pult ist der Grossvater des Sprachwissenschaftlers und Romanisten Chasper Pult (* 1949).

## Werke (Auswahl)
- Le parler de Sent. Lausanne 1897. (Diss. Fac. Lettres Univ. Lausanne 1897).
- Über Ämter und Würden in Romanisch Bünden. Zürcher & Furrer, Zürich 1910. (Auch in: Festschrift zum XIV. Neuphilologentage. Zürich 1910, S. 361–396).
- Dicziunari rumantsch grischun = Idioticon rumantsch = Dizionari rumantsch. Rapport. 1914–1935; 1937–1942; 1945; 1948–1952... In: Annalas da la Societad Retorumantscha. 29ff. (1915ff.), S. 321–328ff. (Digitalisate in E-Periodica).
- Volksbräuche und Volkswohlfahrt. In: Schweizerisches Archiv für Volkskunde. 20 (1916), S. 259–273. (Digitalisat in E-Periodica).
- Ladinia e Italia, resposta da Ch. Pult al diseuors omonim salvä in Milan da Prof. Carlo Salvioni. Engadin Press Co., Samedan 1917.
- La plü veglia pergiamina rumantscha del archiv da Sent. Stamp. Bündner Tagblatt, Coira 1918.
- Las bacharias. Stüdis folkloristics. Bischofberger & Hotzenköcherle, Cuoira 1921.
- Am eigenen Backbrett. In: Festschrift Louis Gauchat. Zu seinem 60. Geburtstag, 12. Januar 1926. Sauerländer, Aarau 1925, S. 155–178.
- Ueber die sprachlichen Verhältnisse der Raetia Prima im Mittelalter. Fehr’sche Buchhandlung, St. Gallen 1928.
- Il vegl cumün grischun rumantsch. In: Annalas da la Societad Retorumantscha. 44 (1930), S. 362–381. (Digitalisat in E-Periodica).
- Noss nouvs dicziunaris. Lur caracter, mera e stadi d’avanzamaint. In: Annalas da la Societad Retorumantscha. 51 (1937), S. 282–297. (Digitalisat in E-Periodica).
- Rätoromanisch, unsere vierte Landessprache. Fehr’sche Buchhandlung, St. Gallen 1938.
- Amo ün pêr kikkers gio da nossa panera. In: Romanica Helvetica. 14 (1939), S. 106–114.
- Meis testamaint. In: Fögl Ladin. 1940, nrs. 2–14; 16–21; 23.